# Arthur (Or the Decline and Fall of the British Empire)
Arthur (Or the Decline and Fall of the British Empire) je album od britské rockové skupiny The Kinks
Arthur (Or the Decline and Fall of the British Empire) rozvíjí dál téma z předchozí, „staroanglické“ desky The Kinks Are the Village Green Preservation Society a vypráví příběh Londýňana, který se po druhé světové válce rozhodl přesídlit do Austrálie. Vznikl tak cyklus miniatur líčících život na předměstí, ochromující efekt byrokracie a hrůzy války. Zvuk je tvrdší než na Village Green Preservation Society, hudba a texty jsou obdobně vícevrstvé jako na předchozím LP. „Shangri-La“ přechází z klasického anglického folku až do hard-rocku, půvab písně „Drivin'“ je v její utahanosti, vedle ní tu zní krásná hloubavá balada „Young and Innocent Days“, zatímco „Some Mother's Son“ je jednou nejnekompromisnějších protiválečných písní, jaká kdy byla nahrána. Dohromady vytváří jedno z nejefektivnějších koncepčních alb v rockové historii.

## Seznam skladeb
Není-li uvedeno jinak, autorem všech skladeb je Ray Davies.
1. „Victoria“ – 3:40
2. „Yes Sir, No Sir“ – 3:46
3. „Some Mother's Son“ – 3:25
4. „Drivin'“ – 3:21
5. „Brainwashed“ – 2:34
6. „Australia“ – 6:46
7. „Shangri-La“ – 5:20
8. „Mr. Churchill Says“ – 4:42
9. „She Bought A Hat Like Princess Marina“ – 3:07
10. „Young And Innocent Days“ – 3:21
11. „Nothing To Say“ – 3:08
12. „Arthur“ – 5:27

### Bonusy na reedicích
1. „Plastic Man“ – 3:04
2. „King Kong“ – 3:23
3. „Drivin'“ – 3:12
4. „Mindless Mother of Childhood“ (Dave Davies) – 3:16
5. „This Man He Weeps Tonight“ (Dave Davies) – 2:42
6. „Plastic Man“ – 3:04
7. „Mindless Mother of Childhood“ (Dave Davies) – 3:16
8. „This Man He Weeps Tonight“ (Dave Davies) – 2:42
9. „She's Bought a Hat Like Princess Marina“ – 3:07
10. „Mr. Shoemakers Daughter“ – 3:08

## Obsazení
- Mick Avory – bicí, perkuse
- John Dalton – baskytara, doprovodné vokály
- Dave Davies – sólová kytara, zpěv ve skladbách „Australia“ a „Arthur“, hlavní vokály na svých skladbách, doprovodné vokály
- Ray Davies – hlavní vokály, rytmická kytara, cembalo, klavír